# Richard Hell
Richard Hell (né Richard Meyers) est un chanteur, compositeur, bassiste et écrivain poète américain né le 2 octobre 1949, très influent dans le mouvement punk. Il a été membre des groupes Television, The Heartbreakers et The Voidoids.
Hell est l'un des principaux instigateurs du look spécifique punk, il est le premier à arborer une coiffure hérissée ainsi que des épingles à nourrice à ses vêtements.
Malcolm  McLaren, manager des Sex Pistols, a reconnu l'importante influence de Hell sur l'attitude et la posture adoptées par les Sex Pistols.
Hell a été leader du groupe punk Richard Hell & the Voidoids.
Dès 1977, leur premier album, Blank Generation, influence de nombreux groupes punk de l'époque.

## Biographie
Il grandit à Lexington dans le Kentucky dans les années 1950. Il rencontre Tom Miller - le futur Tom Verlaine - dans une école privée de  Delaware. Tous deux passionnés de poésie, ils fuguent ensemble à l'âge de seize ans et sont arrêtés en Alabama pour vandalisme. Si Tom Verlaine retourne au lycée, Richard Hell rallie New York où il se met à écrire, s'essayant parallèlement à toutes sortes de drogues. Tom Verlaine le rejoint à la fin des années 1960 et ils forment ensemble The Neon Boys qui deviendra Television, groupe culte de la scène new-yorkaise. Richard Meyers a choisi Richard Hell comme pseudonyme, en référence au recueil de poèmes Une saison en enfer d'Arthur Rimbaud.
Television cherche un endroit où se produire régulièrement et égaie les dimanches du CBGB's, un club de Bluegrass et Country désert. Ils y gagnent respect et audience (Lou Reed et Patti Smith font partie du public assidu) mais pas ou peu d'argent. Richard Hell, impétueux mais pas vraiment musicien, s'entend de moins en moins avec Tom Verlaine, plus exigeant et ambitieux. Il quitte le groupe en 1975, quelques semaines après que Johnny Thunders et Jerry Nolan ont quitté les New York Dolls.
Il intègre donc Johnny Thunders and The Heartbreakers, en tant que bassiste, tandis que Johnny Thunders assure le chant et la guitare, et Jerry Nolan, la batterie. Walter Lure devient bientôt le second guitariste. Richard Hell quitte le groupe début 1975 car il ne s'entend pas avec Thunders et monte Richard Hell and the Voidoids avec Robert Quine, un guitariste expérimenté. Richard Hell est alors leader et chanteur des Voidoids. Blank Generation deviendra leur titre phare, symbole d'une génération où tout reste à inventer, titre qui a largement inspiré les Sex Pistols  pour Pretty Vacant. Ils partent tourner en Angleterre au même moment que les Heartbreakers et sont estomaqués par le comportement agressif des jeunes punks britanniques. Richard Hell a inspiré Malcolm McLaren (manager des Sex Pistols) pour le look et l'attitude de ses protégés. R. Hell restera un des acteurs les plus intéressants et précurseurs de la scène punk de 1977.
Les Voidoids enregistreront un deuxième et dernier album (Destiny Street) en 1982.
Dans les années 1980, Richard Hell a été comédien de plusieurs films du New York underground, et aussi moins confidentiels dans Smithereens (sélectionné au festival de Cannes) et Recherche Susan désespérément de Susan Seidelman.
En 1991, il collabore au projet Dim Stars avec Thurston Moore et Steve Shelley de Sonic Youth, Don Fleming du groupe Gumball, et Robert Quine, puis se consacre à l'écriture de romans et de poésie
En 2013, il publie son autobiographie I Dreamed I Was a Very Clean Tramp.
En 2021, il republie Destiny Street dans une version correspondant davantage à ce qu'il souhaitait.

## Discographie
The Voidoids:
- Blank Generation (1977)
- Destiny Street (1982)

Richard Hell:
- Funhunt (1989)
- Time (2002) [Version augmentée de R.I.P. (1984)]
- Spurts, The Richard Hell Story (2005)

Dim Stars:
- Dim Stars (1992)
- Dim Stars EP (1992)

## Presse
- Carole Sabas, « Dieu underground », Vogue Paris, Condé Nast, no 937,‎ mai 2013, p. 186 à 191 (ISSN 0750-3628) (interview)